# قله‌ای به رنگ خون
قله‌ای به رنگ خون (انگلیسی: Crimson Peak) فیلمی در ژانر ترسناک و فانتزی به کارگردانی گیرمو دل تورو و نویسندگی دل تورو و متیو رابینز است که در سال ۲۰۱۵ منتشر شد. میا واشیکوفسکا، تام هیدلستون، جسیکا چستین، چارلی هونام و جیم بیور از ستارگان این فیلم هستند. داستان فیلم در انگلستان دوره ویکتوریایی اتفاق می افتد. نویسنده ای مشتاق با شوهر جدیدش و خواهرشوهرش به قصری گوتیک و متروکه در انگلستان نقل مکان می کند. او باید راز ارواح خانه جدیدش را کشف کند. 
در سال ۲۰۰۶، فیلم نامه گمانی دل تورو و رابینز به یونیورسال پیکچرز فروخته شد و دل تورو مقام کارگردان اثر را گرفت. به دلیل تداخل در برنامه ها، کار تولید به تعویق افتاد. گفته می شود این فیلم "داستان ارواح و عشق گوتیک" را در هم آمیخته و به شدت از دیگر فیلم های ترسناک هم چون در چنگ ارواح، بی گناهان و درخشش الهام گرفته است. عکاسی اولیه در ۱۰ فوریه ۲۰۱۴ در  استودیوهای پاینوود تورنتو در تورنتو، اونتاریو آغاز شد و باقی فیلمبرداری در همیلتون انجام شد و پروژه در ۱۶ مه همان سال به پایان رسید. لجندری پیکچرز و شرکت تولید دل تورو یعنی دی دی وای پروداکشنز، کار تهیه فیلم را به عهده داشت. 
قله ای به رنگ خون در ۲۵ سپتامبر ۲۰۱۵ در فنتستیک فست اکران شد و در ۱۶ اکتبر ۲۰۱۵ با فرمت های استاندارد و آی مکس در امریکا منتشر شد. فیلم عموما نقدهای مثبتی دریافت کرد و اکثراً ارزش های تولید، بازی ها و کارگردانی را ستودند. ولی عده ای از پلات ها و شخصیت ها انتقاد کردند. این فیلم با بودجه ۵۵ میلیون دلاری خود در سطح جهان، ۷۴میلیون دلار سود کرد. به علاوه در بیست و یکمین مراسم امپایر اواردز، در سه موضوع نامزد شد. در چهل و دومین مراسم سترن اواردز نیز در نه موضوع نامزد و در سه مورد برنده شد؛ از جمله بهترین فیلم ترسناک، بهترین بازیگر نقش مکمل زن برای چستین و بهترین طراحی تولید برای توماس ای سندرز. 

## داستان
در قصری قدیمی در منطقه ای کوهستانی در شمال انگلستان، در پایان قرن نوزدهم اتفاق می افتد. ادیت کوشینگ (میا واشیکوفسکا) عاشق سر توماس شارپ (تام هیدلستون) می شود و با او ازدواج می کند. ولی بعد می فهمد که شوهر جذاب وی همان کسی نیست که وانمود می کند. در این خانه رازی جریان دارد که تنها همسرش و خواهر او لیدی لوسیل شارپ (جسیکا چستین) از آن خبر دارند.

## بازیگران
- میا واشیکوفسکا در نقش ادیت کوشینگ
- سوفیا ولز در نقش کودکی ادیت
- جسیکا چستین در نقش لوسیل شارپ
- تام هیدلستون در نقش توماس شارپ
- چارلی هونام در نقش دکتر الن مک مایکل
- جیم بیور در نقش کارتر کوشینگ
- برن گورمن در نقش هالی
- لسلی هوپ در نقش خانم مک مایکل، مادر الن
- جاناتان هاید در نقش اگلیو
- داگ جونز در نقش روح مادر ادیت و بانو شارپ
- امیلی کوتس در نقش یونس
- خاویر بوتت در نقش روح انولا شیوتی، مارگارت مک درموت و پاملا آپتون